# Sprakensehl
Sprakensehl là một đô thị thuộc the huyện Gifhorn, trong bang Niedersachsen, Đức. Đô thị này có diện tích 83,82 km².